# Az Amerikai Egyesült Államok budapesti nagykövetsége
Az Amerikai Egyesült Államok budapesti nagykövetsége az Egyesült Államok magyarországi diplomáciai képviselete, amely Budapesten az V. kerületben, a Szabadság tér 12. szám alatt található, az 1901-ben átadott Magyar Kereskedelmi Csarnok székházának épületében. A nagykövetséget 2022-2024 között David Pressman vezette.

## Története
Magyarország és az Egyesült Államok kapcsolatai diplomáciai szinten még az Osztrák–Magyar Monarchia idején kezdődtek: az első amerikai követség még Bécsben nyílt, az első amerikai követ 1838. november 7-én mutatta be a megbízólevelét. Az első világháború időszakában a diplomáciai kapcsolatok megszakadtak, a két ország közötti békekötésre 1921. augusztus 29-én került sor, önálló, Magyarország és az USA közti diplomáciai képviselet nyitásáról csak ezt követően lehetett szó. Ezt megelőzően sem volt képviselet nélkül az USA, mivel 1919. december 4-én Magyarországra érkezett Ulysses Grant-Smith, hogy az amerikai kormányt megbízottként képviselje. Grant-Smith a VI. Lendvay utca 12-ben nyitott irodát, megbízását 1920. január 27-én igazolták vissza. A követséget 1921. december 26-án alapították, ügyvivőként Ulysses Grant-Smith lett az intézmény vezetője. Őt Theodore Brentano váltotta, aki az USA első rendkívüli követe és meghatalmazott minisztere címmel képviselte az Egyesült Államokat 1922. május 16-tól.
A követség és a konzulátus 1930-ban költözött át a Steindl Imre (akkor: Árpád) utca 12. szám alá, majd 1933-ban már tárgyaltak a Postatakarékpénztárral a két saroknyira lévő Szabadság tér 12. kibérléséről. A máig közismert helyszínen 1934. január 20-án nyílt meg a követség, kezdetben csak bérelve az irodákat, de lényegében kiszorítva valamennyi régi bérlőt. A Budapest 5. számú postahivatal 1933-tól működött az épületben, majd az amerikaiak bérlőből tulajdonossá válását követően, 1947-ben elköltözött.
Magyarország 1941. december 13-án hadat üzent az Amerikai Egyesült Államoknak. Az Amerikai Egyesült Államok Kongresszusa azonban nem hagyta jóvá a hadiállapotot, ezért egy ideig a követség is tovább működött, Herbert Pell követ is csak 1942. január 16-án hagyta el Magyarországot. A követség épületét átmenetileg a svájciak gondjaira bízták, azt Carl Lutz alkonzul és irodája foglalta el, innen irányítva embermentő tevékenységét.
A második világháborút követően, 1945 januárjában mint a Szövetséges Ellenőrző Bizottság képviselője, egy amerikai diplomata, Arthur Schoenfeld érkezett Magyarországra az USA képviseletében. Őt 1945. december 15-én nevezték ki követnek, 1946. január 26-án adta át megbízólevelét. Ugyanabban az évben az amerikaiak megvásárolták a Szabadság téri épületet. A Rákosi-korszak idején az egyre feszültebbé váló viszonyrendszer egyik hozadéka volt, hogy Selden Chapin követet 1949-ben kiutasították az országból.
1956 őszén épp váltás zajlott a követségen. Az új követ, Edward T. Wailes november 2-án – két nappal a szovjet tankok előtt – érkezett Budapestre. Az ezt követő események sodrásában először nem tudta kinek átadni a megbízólevelét, majd a Kádár-kormánynak már nem is akarta, így őt 1957 februárjában kiutasították, mondván: követi megbízása nem vált hivatalossá, meg nem engedett tevékenységet folytatott. 1956-ban a szovjet csapatok bevonulásakor Mindszenty József menedékjogot kért és kapott a nagykövetségen. Közel másfél évtizeden keresztül élt a követség épületében, kimozdulni nem tudott, mert azonnal letartóztatták volna.
A hidegháború éveiben ugyan a követség mint intézmény megvolt, de a két ország közti feszült viszony miatt követeket nem, csak ideiglenes ügyvivőket állomásoztattak a másik országában. Az USA-nak 1957 és 1967 között nem volt kinevezett követe Magyarországon. A kapcsolatokat beárnyékolta egyrészt Mindszenty követségi jelenléte, másrészt az USA akkori külpolitikája (vietnámi háború). 1966-ig kellett várni a stagnáló kapcsolatok javulására, amikor a követségeket nagykövetségi rangra emelték, és mindkét ország végre nagykövetet küldött missziója vezetésére: az USA Martin J. Hillenbrandot 1967-ben, Magyarország pedig Nagy Jánost 1968-ban.

## Korábbi követek és nagykövetek

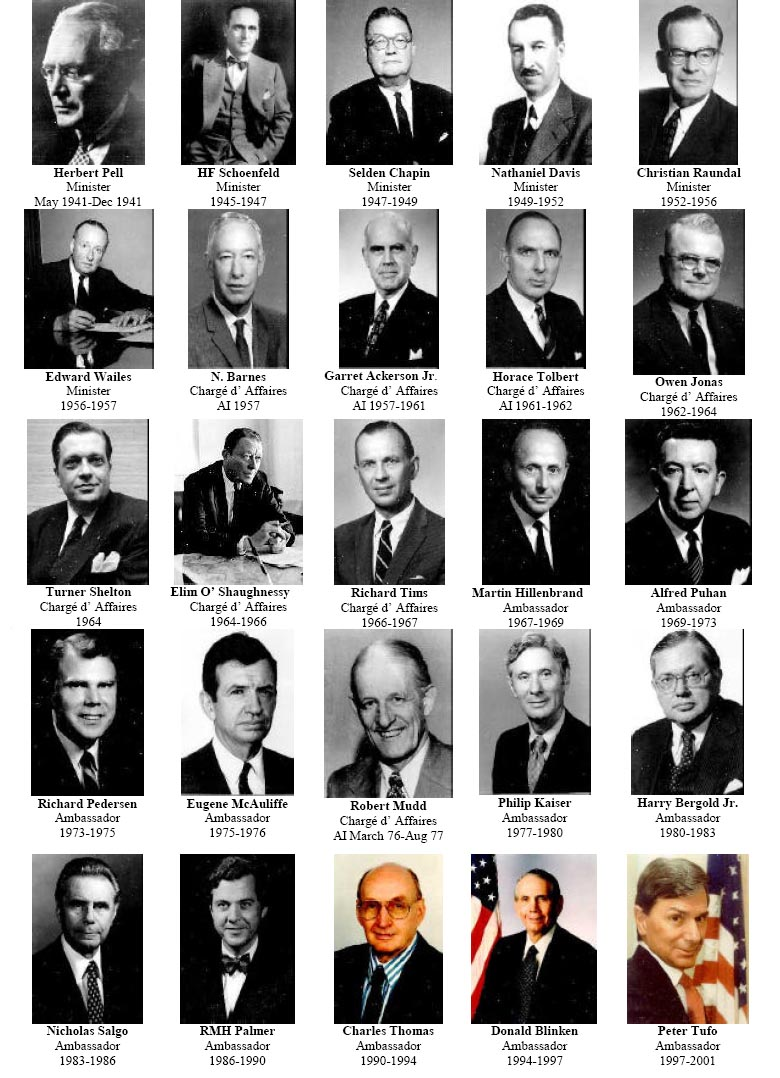
1941 és 2001 között Magyarországra akkreditált amerikai nagykövetek

- 2022–2025: David Pressman (nagykövet, politikai kinevezett)
- 2022: B. Bix Aliu (ideiglenes ügyvivő)
- 2020-2022: Marc Dillard (ideiglenes ügyvivő)
- 2018–2020: David Cornstein (nagykövet, politikai kinevezett)
- 2017–2018: David Kostelanick (ideiglenes ügyvivő)
- 2014–2017: Colleen Bell (nagykövet, politikai kinevezett)
- 2013–2014: Mark André Goodfriend (ideiglenes ügyvivő)
- 2010–2013: Eleni Tsakopoulos Kounalakis (nagykövet, politikai kinevezett)
- 2006–2009: April H. Foley (nagykövet, politikai kinevezett)
- 2003–2006: George Herbert Walker III (nagykövet, politikai kinevezett)
- 2001–2003: Nancy Goodman Brinker (nagykövet, politikai kinevezett)
- 1997–2001: Peter F. Tufo (nagykövet, politikai kinevezett)
- 1994–1997: Donald M. Blinken (nagykövet, politikai kinevezett)
- 1990–1994: Charles H. Thomas (nagykövet, karrier diplomata)
- 1986–1990: Robie Marcus Hooker Palmer (nagykövet, karrier diplomata)
- 1983–1986: Nicolas M. Salgo (nagykövet, politikai kinevezett)
- 1980–1983: Harry E. Bergold, Jr. (nagykövet, politikai kinevezett)
- 1977–1980: Philip M. Kaiser (nagkövet, politikai kinevezett)
- 1975–1976: Eugene V. McAuliffe (nagykövet, karrier diplomata)
- 1973–1975: Richard F. Pedersen (nagykövet, politikai kinevezett)
- 1969–1973: Alfred Puhan (nagykövet, karrier diplomata)
- 1967–1969: Martin J. Hillenbrand (nagykövet, karrier diplomata)
- 1966–1967: Richard W. Tims (ideiglenes ügyvivő)
- 1964–1966: Elim O'Shaughnessy (ideiglenes ügyvivő)
- 1962–1964: Owen T. Jones (ideiglenes ügyvivő)
- 1961–1962: Horace G. Torbert, Jr. (ideiglenes ügyvivő)
- 1957–1961: Garret G. Ackerson, Jr. (ideiglenes ügyvivő)
- 1956–1957: Edward T. Wailes (követ, karrier diplomata)
- 1951–1956: Christian M. Ravndal (követ, karrier diplomata)
- 1949–1951: Nathaniel P. Davis (követ, karrier diplomata)
- 1947–1949: Selden Chapin (követ, karrier diplomata) – 1949. február 11-én kiutasították Magyarországról
- 1945–1947: H.F. Arthur Schoenfeld (követ, karrier diplomata)
- 1941-1945: Nem töltötték be a tisztséget. Magyarország a második világháború során 1941. december 13-án, két nappal a Pearl Harbor elleni japán támadás után hadat üzent az Egyesült Államoknak.[16]
- 1941–1941: Herbert Clairborne Pell (követ, politikai kinevezett)
- 1933–1941: John Flournoy Montgomery (követ, politikai kinevezett)
- 1930–1933: Nicholas Roosevelt (követ, politikai kinevezett)
- 1927–1930: J. Butler Wright (követ, karrier diplomata)
- 1922–1927: Theodore Brentano (követ, politikai kinevezett)
- 1921–1922: Ulysses Grant-Smith (követ, karrier diplomata) – a budapesti amerikai követséget 1921. december 26-án alapították. Korábban a diplomáciai kapcsolatok az Osztrák–Magyar Monarchián keresztül zajlottak, az amerikai követség Bécsben volt. Ott az első amerikai követ 1838. november 7-én mutatta be a megbízólevelét.[4]

## A követség osztályai
Az amerikai nagykövetség létszáma becslések szerint 350 és 500 fő közötti.

## Carl Lutz emlékmű

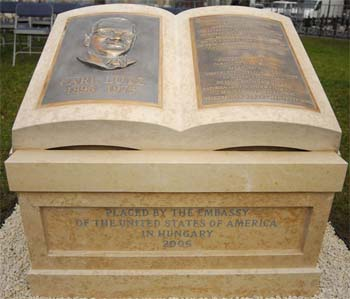
Carl Lutz emlékmű a Szabadság téren

Carl Lutz svájci alkonzul volt Budapesten 1942-től a második világháború végéig. A háború alatt a Szabadság tér 10-11-12. alatti épületen svájci zászló lobogott és Lutz irodája is ebben az épületben kapott helyet.
A svájci diplomata semleges zászló alatti mentő tevékenységével több tízezer ártatlan magyar zsidó koncentrációs táborba való deportálását akadályozta meg. Munkájával segített a hasonlóan gondolkodó, szintén semleges országból származó magyarországi diplomatáknak, így a svéd Raoul Wallenbergnek, Angelo Rotta apostoli nunciusnak, az olasz Giorgio Perlascának és másoknak.
Lutz egyre több és több épületet nyilváníttatott svájci felségterületnek, míg végül összesen Budapestszerte 72 épületet védte diplomáciai mentesség. Tevékenységének köszönhetően több mint 62 ezer magyar zsidó menekült meg a deportálástól.
2006. december 13-án a svájci diplomata emlékére magyar, svájci és amerikai politikusok részvételével szobrot avattak a Szabadság téren.
Az emlékmű szövege:
CARL LUTZ
1895–1975
IN THE BUILDING AT SZABADSÁG TÉR 12, SWISS VICE CONSUL CARL LUTZ HONORABLY REPRESENTED THE INTERESTS OF THE UNITED STATES OF AMERICA AND OTHER COUNTRIES BETWEEN 1942 AND 1945. HE COURAGEOUSLY SAVED THE LIVES OF TENS OF THOUSANDS OF HUNGARIAN CITIZENS PERSECUTED AS JEWS.
PLACED BY THE EMBASSY OF THE UNITED STATES OF AMERICA IN HUNGARY
2006
----
A SZABADSÁG TÉR 12-BEN CARL LUTZ SVÁJCI ALKONZUL 1942 ÉS 1945 KÖZÖTT TISZTELETRE MÉLTÓAN KÉPVISELTE AZ EGYESÜLT ÁLLAMOK ÉS MÁS ORSZÁGOK ÉRDEKEIT. BÁTORSÁGÁVAL A ZSIDÓKÉNT ÜLDÖZÖTT MAGYAR ÁLLAMPOLGÁROK TÍZEZREINEK ÉLETÉT MENTETTE MEG.
Elhelyezte az Egyesült Államok követsége Magyarországon, 2006-ban

## Harry Hill Bandholtz szobra

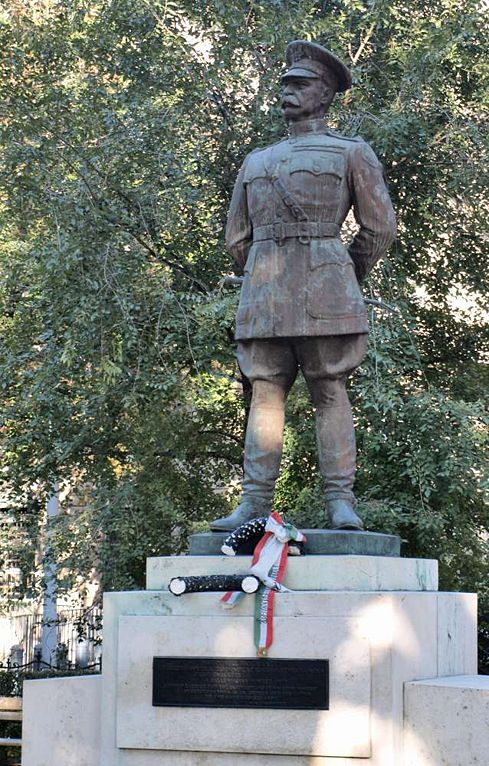
Harry Hill Bandholtz szobra

A Szabadság tér parkjának keleti oldalán, a Magyar Nemzeti Bank épülete mellett egy bátor katona szobra tekint a tér közepe felé. Harry Hill Bandholtz az amerikai hadsereg dandártábornoka volt, az első világháború végén Pershing tábornok  tábori csendőrségének felügyelője.
1919. augusztus 11-én Bandholtz tábornok az angol–francia–olasz–amerikai tábornoki bizottság részeként érkezett Budapestre, amelynek fő feladata a román seregek távozásának felügyelete volt.
A tábornok 1919. október 5-én vált híressé, amikor is a bizottság napi elnökeként, csupán egy lovaglópálcával felszerelkezve megakadályozta, hogy egy csapatnyi román katona a Magyar Nemzeti Múzeumból erdélyi kincseket rekviráljon. A Nemzeti Múzeum elé már felvonultak a megrakásra váró román teherautók; csakis az mentette meg a kifosztástól a múzeumot, hogy onnan Bandholtz a román katonákat kiverte, a teherautók ajtajait a szövetségesek nevében lepecsételtette.
Bandholtz szobrát hosszas diplomáciai vajúdás után 1936-ban avatták fel. A Horthy-kormány támogatta a szobor elkészültét, amely a románok fosztogatására emlékeztetett, amit viszont a románok elfogadhatatlannak tartottak, különösen, hogy a szobor kezében a Nemzeti Múzeum előtti kínos eseményekre emlékeztető lovaglópálca is ott volt. Végül engedményként a szobor a lovaglópálcát a háta mögött tartva készült el. 

A szobor a második világháború alatt végig állt, ezzel az angol nyelvű felirattal:
I simply carried out the instructions of my Government, as I understood them, as an officer and a gentleman of the United States Army.
(Csupán a kormányom instrukcióinak megfelelően cselekedtem, ahogy azokat úriemberként és az amerikai hadsereg tisztjeként értelmeztem).
A szobrot az 1940-es évek vége felé restaurálás címén eltávolították, és egészen az 1980-as évek végéig egy szobortemetőben hevert. Ekkor Salgo nagykövet kérésére a zugligeti nagyköveti rezidencia kertjében állították fel. Eredeti helyére, a Szabadság térre 1989 júliusában került, csupán pár nappal Bush elnök történelmi látogatása előtt.
A szobor hátán új szöveg olvasható:
Harry Hill Bandholtz tábornok, az amerikai katonai misszió vezetője 1919. október 5-én megakadályozta, hogy a Nemzeti Múzeum kincseit Romániába szállítsák.
Bandholtz születése évfordulóján a szobor elé minden évben emlékkoszorút helyez el az amerikai katonai attasé.